# Pedro Bonaccio
Pedro Bonaccio (Villadossola, Italia, 6 de mayo de 1849-Villa Formosa, Formosa, Argentina, 1904) fue un exitoso empresario de la villa Formosa cuando ésta, en sus primeros años, comenzaba a crecer. También desempeñó el cargo de intendente de esta Villa.

## Biografía
Oriundo de Villadossola, Italia, nació el 6 de mayo de 1849. Su esposa, también italiana, Luisa de Bonaccio, lo hizo en 1866. En su actividad privada fue un próspero comerciante e industrial. En 1887 montó una destilería de alcohol en sociedad con Luis Cerrano.
El 14 de febrero de 1891 esta sociedad quedó constituida por Mauricio Mayer y Pedro Bonaccio y a partir de ese día amplió su rubro, además, a la fabricación de azúcar.  
En esa misma fecha, y ante el mismo escribano, Luis Cerrano vendió a Mayer sus acciones, con lo que   de inmediato se conformó la nueva firma industrial. La razón social se denominó “Mayer y Bonaccio” y comenzó a operar con un capital de trescientos sesenta mil pesos por el término de cinco (5) años, lógicamente ampliable al finalizarlo.
Bienes
Mayer aportó dos terceras partes y Bonaccio el  resto, constituyéndose, ambos, en socios facultados para operar, indistintamente, en la venta, adquisición de bienes muebles e inmuebles, representar a la firma, etc.
Según el contrato firmado en el Registro Comercial  Nº 1 a cargo del escribano Sinforoso Molina, de la Capital Federal, se disponían de unas mil doscientas hectáreas de tierras en Formosa que pasaban a ser parte del capital societario. Asimismo, Bonaccio se comprometió a transferir a nombre de la sociedad  todos los inmuebles que a la fecha de la constitución de la razón social figuraban escriturados a su nombre. En cuanto a aquellos bienes de Bonaccio  aún no escriturados, pero de su posesión que el Estado nacional debía transferírselos, también debían ser incorporados a la nueva firma.
Las instalaciones y plantaciones de caña de este ingenio, ubicado en la zona costera sur de la ciudad,   se extendían hacia El Potrero, Laguna de los Indios  y Laguna Oca. 
Al margen de su actividad privada, Pedro Bonaccio participó en el quehacer comunal. 
El 30 de diciembre de 1900 la Corporación Municipal autorizó a Pedro Bonaccio a extraer madera de los espacios públicos (calles y avenidas no abiertas) ubicados al sur de la calle Brandsen.
La sociedad con Mayer se disolvió en 1900, y Don Pedro Bonaccio murió en 1904, quedando su esposa a cargo de la empresa hasta 1910, año en que fue vendida a La Teutonia S.A.
Don Pedro Bonaccio fue elegido concejal el 17 de enero de 1892 y de allí a intendente municipal, este último cargo desde el 23 de julio de 1902 al 31 de diciembre del mismo año.